# Métropole de Réthymnon et Avlopótamos
La Métropole de Réthymnon et Avlopótamos (grec moderne : Ιερά Μητρόπολις Ρεθύμνης και Αυλοποτάμου) est un évêché de l'Église de Crète, une Église semi-autonome qui dépend du Patriarcat œcuménique de Constantinople. Elle est la troisième métropole de Crète dans le rang honorifique. Elle a son siège à Réthymnon et son ressort s'étend sur la moitié nord du nome de Réthymnon.

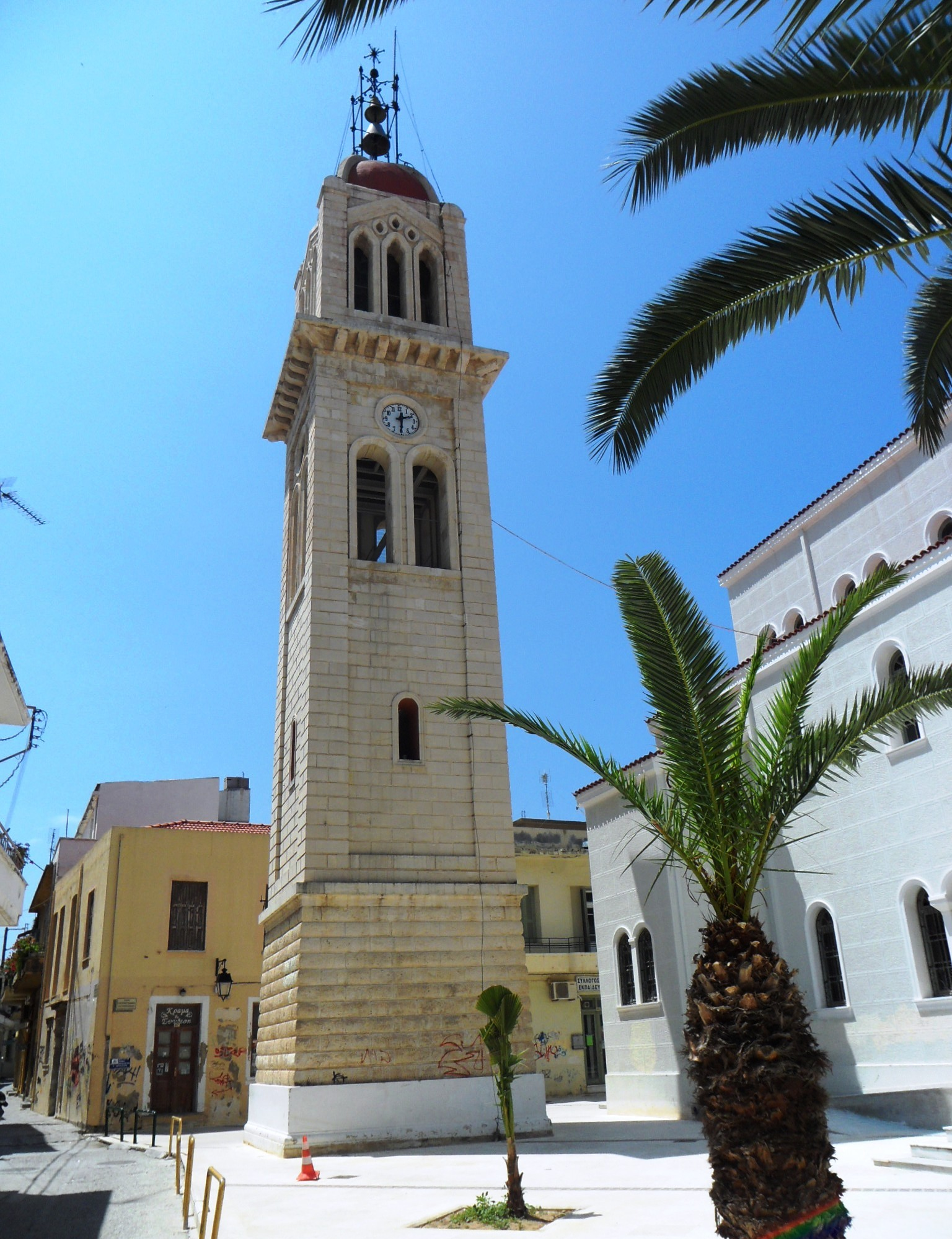
Le campanile de la cathédrale de Réthymnon

## La cathédrale
- C'est l'église de l'Entrée au Temple de la Mère de Dieu à Réthymnon.

## Les métropolites
Ils portent le titre de Métropolite de Réthymnon et Avlopotamos, Très Vénérable et Exarque de Haute Crète et de la mer de Crète.
- Eugène II (el) (né Antonopoulos à Héraklion en 1968) de  2010 au 10 janvier 2022.
- Anthime (né Syrianos) de 1996 à 2010.
- Théodore (né Tzédakis) de 1985 à 1996.

## L'histoire
L'évangélisation de la région de Réthymnon a probablement commencé par la localité de Panormos dès le IIe siècle.
L'existence de sièges épiscopaux dans les environs de l'actuelle Réthymnon est attestée dès le IIIe siècle. Ils avaient noms évêchés de Lambi (Argyroúpolis), Éleftherna (Éleftherni) et, plus tard Oaxos (Axos).
Un évêque nommé Paul souscrit au concile d'Éphèse (431) comme évêque de la région. Un évêque nommé Démétrios souscrit au concile de Chalcédoine (451) conjointement avec l'évêque d'Apollonias.
Après l'occupation arabe, la Crète est libérée par Nicéphore Phocas. Un évêché de Kalamon, Arion et Avlopotamos est attesté. Avlopotamos est le nom ancien de l'actuelle ville de Mylopotamos. Kalamon remplace Lambi (Lampas) et le siège est installé à Mégali Épiskopi, c'est-à-dire à Épiskopi de Rhéthymnon. L'évêché d'Arion remplace celui de Syvritos (Amarion) et se déplace vers le Nord.
En 1932, l'évêché de Réthymnon et Avlopotamos est fusionné avec l'évêché de Lambi et Sfakia puis les deux évêchés sont à nouveau séparés quelques années plus tard.
En 1962, l'évêché de Rhéthymnon et Avlopotamos est érigé en métropole par le Patriarcat. En 1966, une loi de l'État grec confirme ce nouveau statut.

## Le territoire
Il comprend 100 paroisses réparties en huit doyennés.

### 1erdoyenné (ville de Réthymnon)
11 paroisses dont :
- Saint-Georges de Kallithéa
- Saint-Georges de Périvolia
- Sainte-Photine de Koubé
- Notre-Dame des anges
- Les Quatre martyrs

### 2edoyenné (Livadia de Mylopotamos)
12 paroisses dont :
- Anogia, Saint-Démétrios
- Anogia, Saint-Jean
- Axos, Sainte-Croix

### 3edoyenné (Pérama de Mylopotamos)
12 paroisses dont :
- Archéa Éleftherna, Prophète Élie
- Éleftherna, Dormition de la Mère de Dieu

### 4edoyenné (Garazon de Mylopotamos)
13 paroisses dont :
- Gorazon, Dormition de la Mère de Dieu

### 5edoyenné (Épiskopi de Réthymnon)
14 paroisses dont :
- Épiskopi, Prophète Élie

### 6edoyenné (Chamalevri de Réthymnon)
18 paroisses dont :
- Viran Épiskopi, Saint-Nicolas

### 7edoyenné (Atsipopoulon de Réthymnon)
12 paroisses dont :
- Atsipopoulon, Saint-Éleuthère d'Illyrie

### 8edoyenné (Panormos de Mylopotamos)
8 paroisses dont :
- Panormos, Ascension du Sauveur

## Les monastères

### Monastères d'hommes
- Monastère d'Arkadi (Saint-Constantin)

- Monastère d'Arsanion (Saint-Georges)

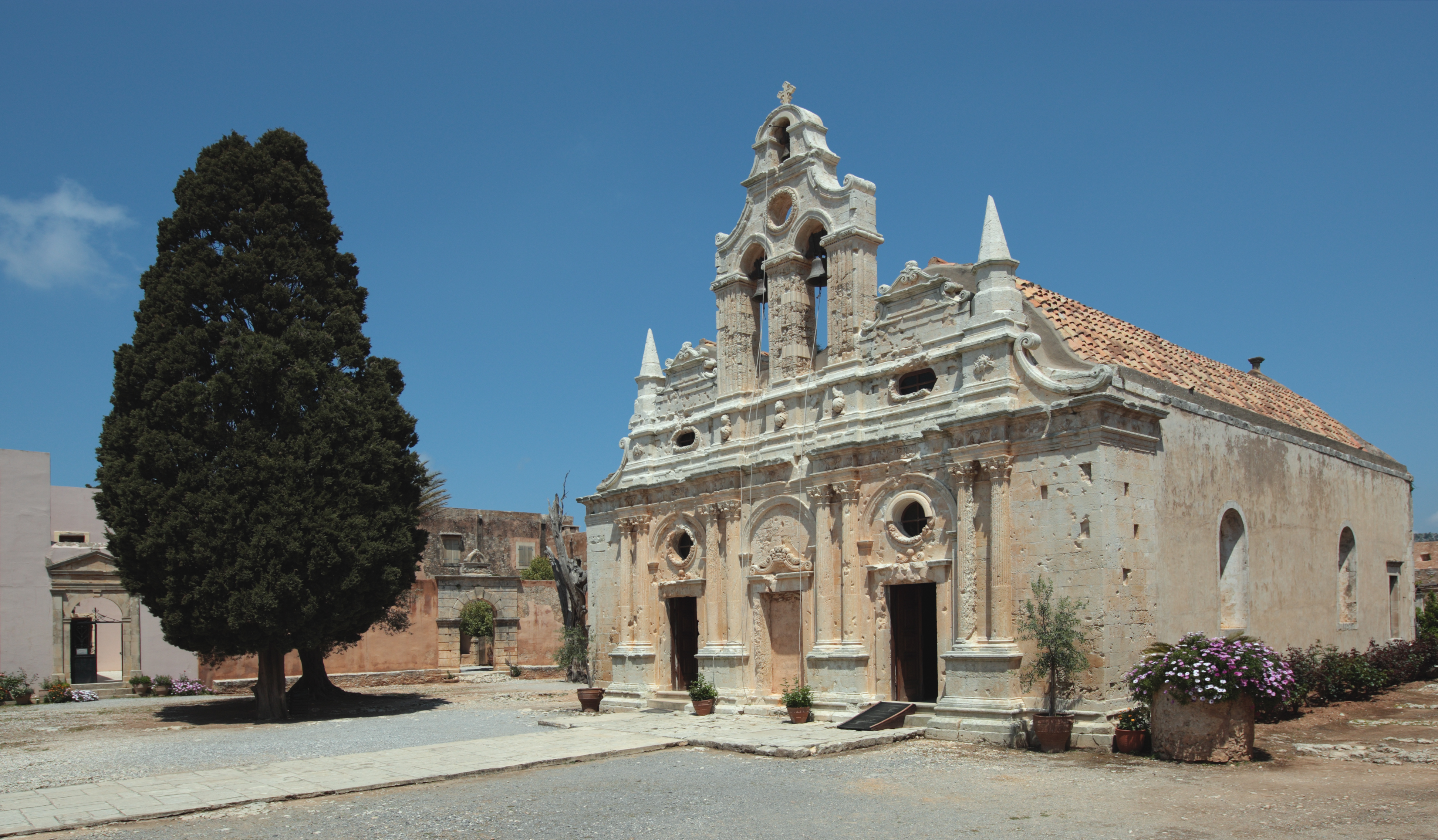
Le monastère d'Arkadi

- Monastère de Roustika (Prophète Élie)
- Monastère d'Atali, Bali (Nativité de saint Jean Baptiste)
- Monastère de Chalépas (Transfiguration du Sauveur)

### Monastère de femmes
- Monastère de Koubé (Transfiguration du Sauveur)
- Monastère d'Anogia (Saint-Nectaire)
- Monastère Sainte-Irène, à Réthymnon.

## Les solennités locales
- La fête de l'Entrée au Temple de la Mère de Dieu à Réthymnon le 21 novembre
- La fête de la résistance crétoise au monastère d'Arkadi le 8 novembre.
- La fête des Quatre martyrs de Réthymnon, le 28 octobre, les saints Angélis, Manuel, Georges et Nicolas, néo-martyrs à Spiléo de Réthymnon en 1822.

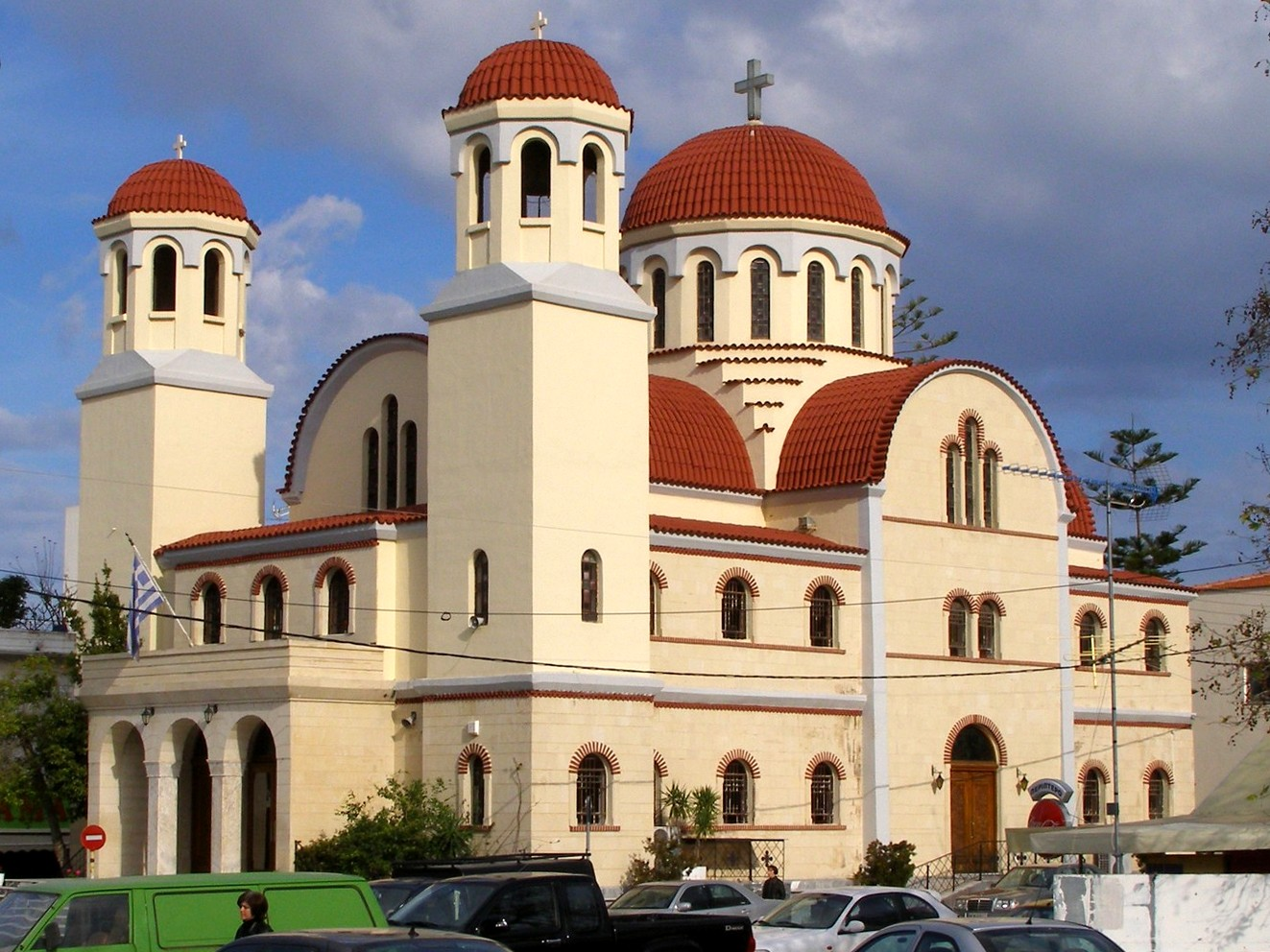
L'église de Réthymnon qui est dédiée aux Quatre martyrs.

## À visiter
- La basilique Sainte-Sophie (Ve siècle) à Réthymnon
- Le musée de la cathédrale
- Le musée archéologique

## Sources
- Site de la métropole
- Wikipédia hellénophone.
- Diptyques de l'Église de Grèce, éditions Diaconie apostolique, Athènes (édition annuelle).